# Phacidium falconeri
Phacidium falconeri är en svampart som beskrevs av Henn. 1903. Phacidium falconeri ingår i släktet Phacidium och familjen Phacidiaceae.   Inga underarter finns listade i Catalogue of Life.